# Relaciones diplomáticas de la Santa Sede

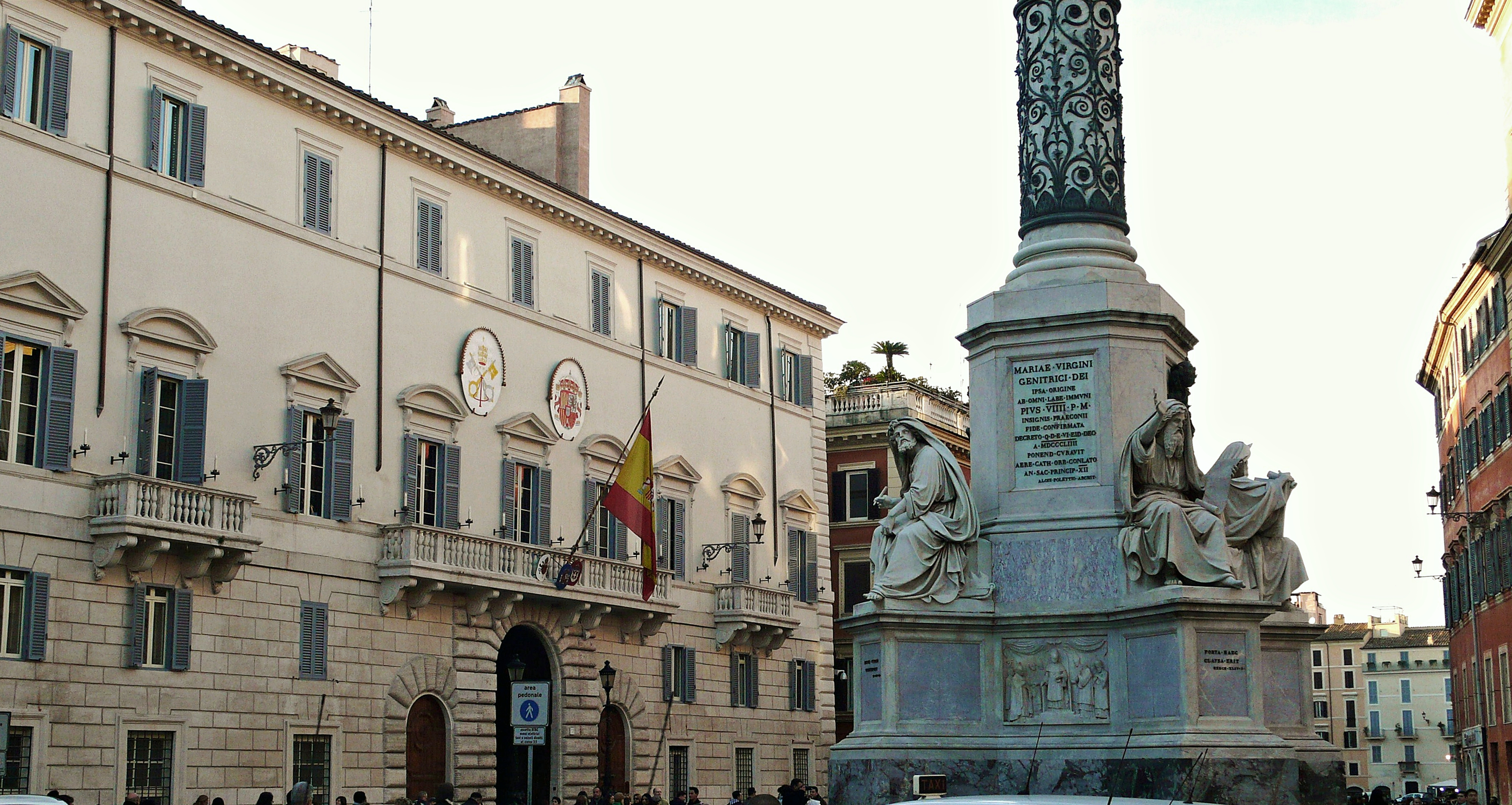
El Palacio de España, situado en la plaza homónima de Roma, alberga la embajada española ante la Santa Sede.

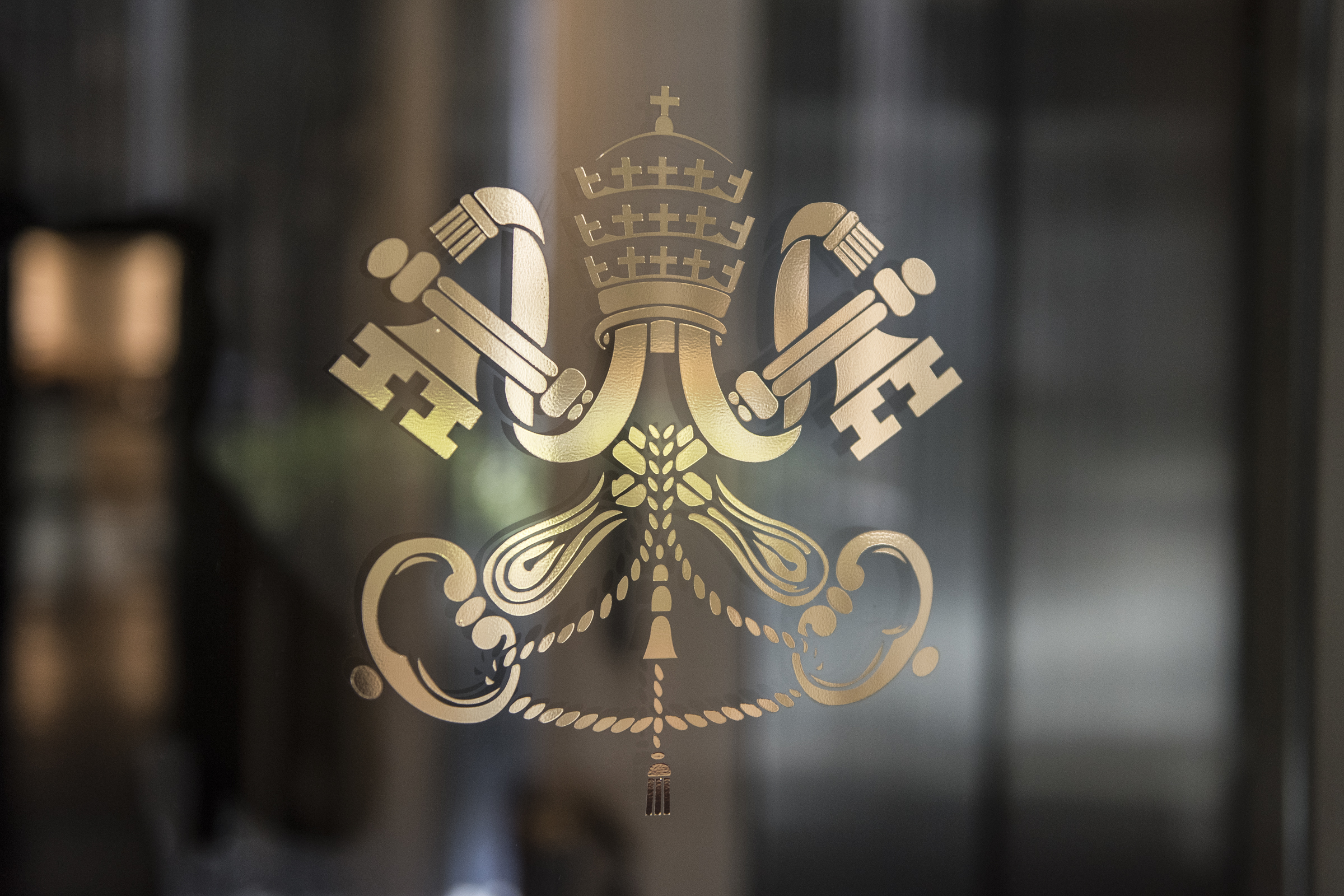
La Santa Sede tiene el estatus de observador permanente y un asiento en la ONU como delegación sin derecho a voto desde 1964. Comparte esa categoría con el Estado de Palestina desde 2011.

La Santa Sede mantiene relaciones diplomáticas con numerosos países. Desde la Edad Media, la sede de Roma ha sido reconocida como un ente soberano. Es la Santa Sede (no el Estado de la Ciudad del Vaticano) la que mantiene dichas relaciones formales. 

## Esbozo histórico
En algunos casos, las relaciones diplomáticas se remontan a varios siglos; en otros casos, son relativamente recientes. En España, por ejemplo, hay acreditado un Nuncio desde 1577; en Francia, desde 1583; ante la Federación Rusa, solo desde 1994. La Delegación ante los Estados Unidos existe solo desde 1893 y solo desde 1998 está presidida por un Nuncio.
Hay algunos casos particulares. Por ejemplo, no fue hasta el 16 de enero de 1982 que se restablecieron las relaciones diplomáticas plenas entre la Santa Sede y el Reino Unido, interrumpidas durante 447 años, puesto que Enrique VIII se separó en 1535 de la Iglesia católica estableciendo la confesión anglicana. 
Las relaciones diplomáticas más recientes son con Emiratos Árabes Unidos, Catar, Montenegro, Serbia, Timor Oriental.
La primera Nunciatura establecida con carácter permanente fue en la República de Venecia, en 1500. El primer estado protestante en enviar un Embajador ante la Santa Sede fue Prusia, en 1805 y el primer Estado no cristiano que estableció relaciones diplomáticas con la Santa Sede fue Japón, en 1942. 
Cuando Juan Pablo II fue elegido papa en 1978, existían relaciones diplomáticas solo con 84 países.

## Países con los que mantiene relaciones
En la actualidad la Santa Sede mantiene relaciones diplomáticas con 184 estados soberanos. El último país con el que estableció relaciones fue Omán en 2023.
Solo 12 países soberanos no mantienen relaciones diplomáticas con la Santa Sede. Ocho de ellos son estados musulmanes: Afganistán, Arabia Saudí, Brunéi, las Comores, las Maldivas, Mauritania y Somalia. Otros cuatro son estados comunistas: China, Corea del Norte, Laos y Vietnam. Los otros estados son Bután y Tuvalu.
De estos países, el más cercano a mantener relaciones formales es Vietnam, con el que la Santa Sede creó una comisión de trabajo que permitirá que en el país asiático haya un representante pontificio permanente.

## Relaciones diplomáticas especiales
Además, mantiene relaciones diplomáticas con la Unión Europea y con la Soberana Orden Militar de Malta. También mantiene relaciones especiales con la Organización para la Liberación de Palestina (OLP). La OLP está representada por una Oficina, dirigida por un Director.  
Además, forma parte de numerosas organizaciones internacionales.

## Formas de relación
Normalmente, la Santa Sede está representada en los países por un Nuncio. La Santa Sede mantiene 179 misiones diplomáticas permanentes; 73 de ellos son no-residenciales, por lo que habría 106 misiones residenciales, muchos de cuyos titulares están acreditados para varios países. Las actividades diplomáticas de la Santa Sede se dirigen desde la Secretaría de Estado, a través de la Sección para las Relaciones con los Estados.
Los Estados están representados ante la Santa Sede por un Embajador. 69 de las misiones acreditadas ante la Santa Sede están situadas en Roma; en ese caso, los Estados disponen de dos Embajadas en la misma ciudad, puesto que, por acuerdo entre la Santa Sede e Italia, la misma persona no puede estar acreditada dos veces. La acreditación doble es posible cuando el embajador reside en un país que no es Italia. Por ello, los Embajadores de muchos países pequeños, que no tienen capacidad para mantener en Roma dos legaciones diplomáticas, están acreditados simultáneamente en otra capital europea.